# Albert V d'Anhalt-Dessau
Albert V d'Anhalt-Dessau (mort vers 1469) fut un prince allemand de la maison d'Ascanie et un corégent de la principauté d'Anhalt-Dessau.

## Biographie
Albert V est le 5e fils de Sigismond Ier d'Anhalt-Dessau et de son épouse Judith, fille de Gebhard XI, comte de Querfurt. Après la mort de son père en 1405, Albert hérite de la principauté d'Anhalt-Dessau conjointement avec ses frères aînés Valdemar IV, Georges Ier, et Sigismond II. Conformément aux règles successorales de la maison d'Ascanie le domaine patrimonial n'est pas divisé et les frères règnent comme corégents. Albert meurt sans héritier masculin et il a comme successeur dans la principauté son seul frère survivant : Georges Ier.

## Union et postérité
Albert épouse Sophie, fille de Conrad de Hadmersleben, seigneur d'Egeln, et veuve de Valdemar V d'Anhalt-Köthen. Ils ont deux filles :
- Magdeleine (morte après 1481), nonne à l'abbaye de Gandersheim en 1481 ;
- Margarete (morte vers 1466).